# Тіло (алгебра)
Тіло — алгебрична структура, всі елементи якої утворюють абелеву групу щодо дії додавання, а всі елементи, крім нуля,— мультиплікативну групу і, крім того, обидві групові операції зв'язані між собою законами дистрибутивності. Якщо множення в тілі комутативне, то  тіло називається комутативним або полем.

## Формальне визначення
Множина {\displaystyle K} з заданими на ній алгебраїчними операціями додавання і множення називається тілом, якщо виконуються умови:
1. {\displaystyle a+b=b+a\,}   (комутативність додавання);
2. {\displaystyle (a+b)+c=a+(b+c)\,}   і   {\displaystyle (ab)c=a(bc)\,}   (асоціативність множення);
3. Існують такі елементи {\displaystyle 0,1\in K\,}, що для довільного {\displaystyle a\in K} виконується {\displaystyle a+0=0+a=a1=1a=a\,}  (існування нейтральних елементів);
4. {\displaystyle a(b+c)=ab+ac\,}   і   {\displaystyle (a+b)c=ac+bc}  (дистрибутивність);
5. Для довільного {\displaystyle x\in K} існують {\displaystyle y,z\in K}, такі, що  {\displaystyle y+x=x+y=0}   і   {\displaystyle zx=xz=1}  ( існування зворотного елемента).

Остання умова виділяє тіло як особливу структуру серед кілець — тіло є кільцем із діленням.

## Властивості
- Теорема Веддерберна — довільне скінченне тіло є скінченним полем.
- Кожне тіло є алгеброю з діленням над своїм центром. Зокрема тіло є центральною простою алгеброю над своїм центром.
- Якщо S є простим модулем над кільцем R, то множина всіх ендоморфізмів S є тілом. Довільне тіло можна задати в такий спосіб за допомогою деякого простого модуля

## Приклади
- Тіло кватерніонів {\displaystyle \mathbb {H} }.
- Тіло дісних чисел {\displaystyle \mathbb {R} }